# Wodzū
Wuḍūʾ(arabe : الوضوء, al-wuḍūʼ) est un mot arabe qui désigne les ablutions simples. Celles-ci permettent de se purifier d'une « impureté mineure » et est obligatoire avant certains actes, comme la prière. D'autres actions en état d'impureté mineure, comme celui de toucher un Coran, font l'objet de controverses.

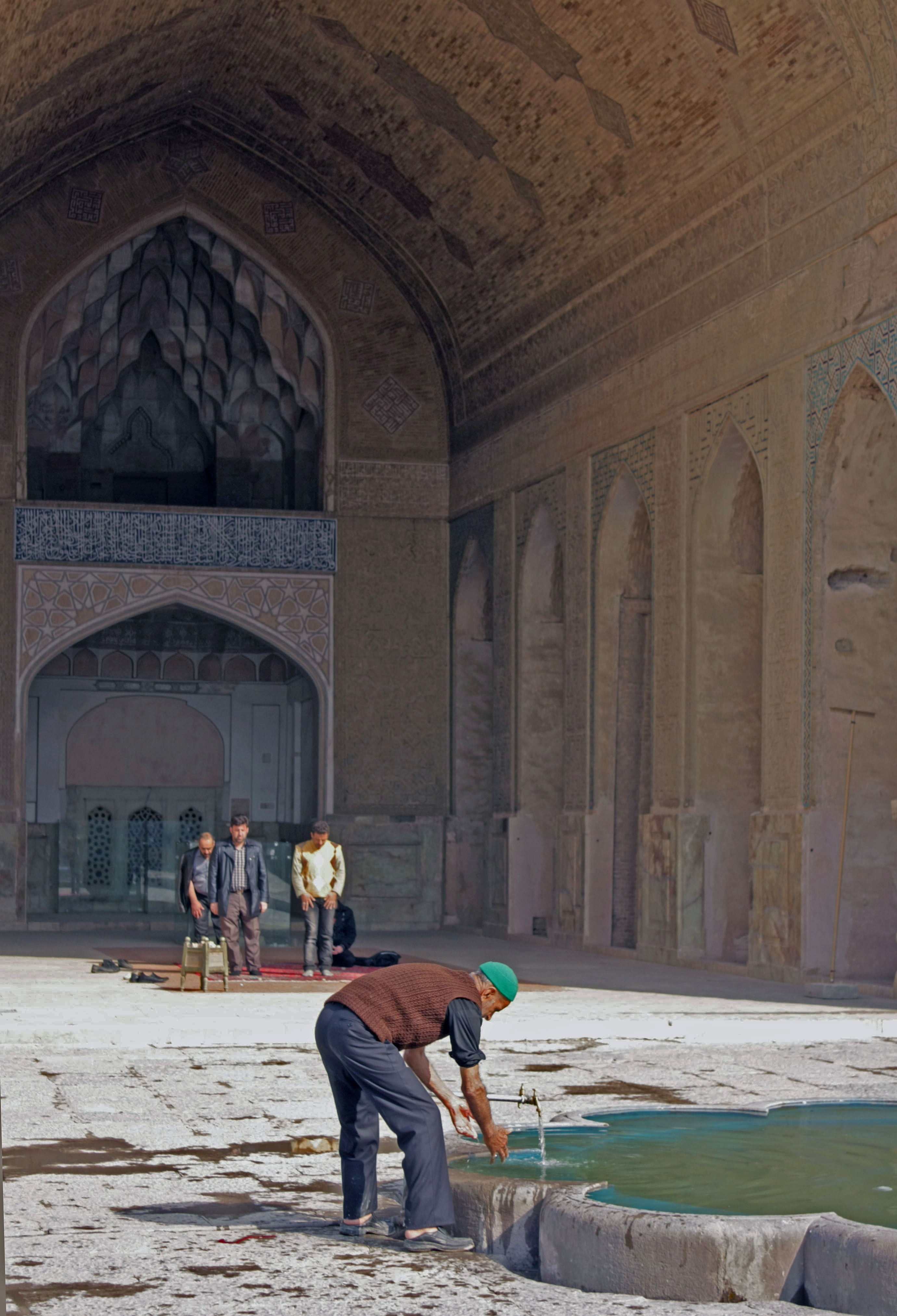
Ablution dans la mosquée Jameh d'Ispahan.

Ce principe de mise en état de pureté est l'une des bases de la religion musulmane. De nombreux hadiths évoquent ces questions de pureté rituelle. De nombreux débats ont eu lieu sur différents aspects et une prière faite en absence d'état de pureté est considérée comme invalide par le consensus. C'est pour cela que les débats furent nombreux, tant entre chiites et sunnites qu'au sein du sunnisme, parfois sur des détails du rituel.

## Origines du rituel
Déjà présente dans le judaïsme, le christianisme et dans le zoroastrisme, l'obligation de purification est citée dans le Coran. Le verset 6 de la sourate 5 décrit ainsi une forme d'ablution : « O vous qui croyez ! quand vous vous disposez à la Prière, lavez-vous le visage et les mains jusqu'au coudes ! passez vous la main sur la tête et les pieds jusqu'aux chevilles »,. Des traditions racontent que le rituel de wodzu fut enseigné à Mahomet par Gabriel lors de la première révélation.
Si ces instructions coraniques paraissent simples, de nombreux débats sont nés des différences d'interprétations. Par exemple, la syntaxe de ce verset coranique pose une difficulté linguistique pour savoir si l'évocation des pieds renvoie au verbe « essuyer » ou « laver ». Les sunnites considèrent qu'ils doivent être lavés tandis que les chiites considèrent qu'ils doivent être essuyés. Il s'agit de la différence la plus visible entre les rituels chiites et sunnites. Ces deux lectures proviennent de la difficulté à interpréter un original sans voyelle. Pour Burton, « Plusieurs stratagèmes ont été développés pour concilier cette tradition avec le texte de Q.5: 6 ».
Les indications sommaires du texte coranique seront précisées a posteriori par la jurisprudence islamique pour former les règles de wodzu. Le terme lui-même n'apparaît pas dans le texte coranique et provient des exégètes. Devant un passage obscur en raison de l'absence de voyelle, et en l'absence d'une tradition orale, aucun consensus n'est apparu sur la lecture et l'interprétation de ce passage. Ainsi, pendant la période formative des sciences islamiques, une lecture a été privilégiée, en s'appuyant sur la sunna. Bien que des savants musulmans ont pu reconnaître que cette lecture n'était pas sûre, la pratique répandue fit qu'il ne fut pas possible d'abandonner cette lecture. Devant cette opposition entre le Coran et la Sunna, certains auteurs ont défendu l'existence d'une abrogation.

## Description du rituel
Les rituels qui le constituent et les éléments susceptibles de l'invalider, sont définis et régis par le fiqh  (jurisprudence islamique). Les actes rituels de cette purification sont traditionnellement divisés entre actes obligatoires et actes recommandés ou méritoires.

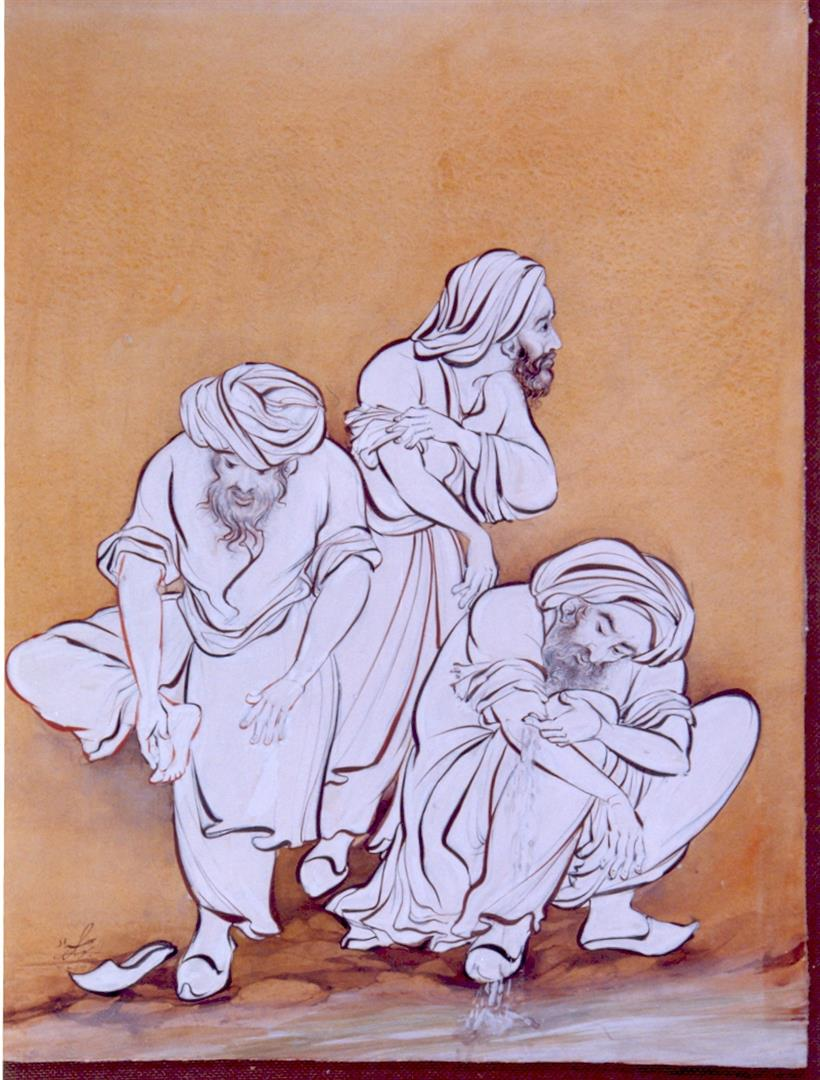
Plusieurs étapes de l'ablution.

Bousquet décrit ainsi le rituel pour l'école malikite, : « Le fidèle [...] formule intérieurement l'intention de faire l'ablution (f) [...]. Il se lave les mains à trois reprises avant de les plonger dans le récipient (s). Il procède alors avec continuité (f) à l'ablution et observe l'ordre prescrit6 tant pour les actes fardhs (s) [...]. Il se rince la bouche à trois reprises avec de l'eau tirée du récipient (s) [...] renifle de l'eau par trois fois et la rejette vivement (s), comme en se mouchant avec les doigts. Il prend ensuite de l'eau pour commencer l'ablution proprement dite [...]. L'eau étant versée sur les deux mains, il la porte à son visage et l'y déverse en se lavant la face (f), y compris la barbe ; ce lavage, et ceux, subséquents, des mains et des pieds, sera effectué trois fois (s[...]). Il se lave ensuite les mains et les avant-bras jusqu'aux coudes, puis procède à une madéfaction (friction humide) du reste de la tête, sauf la face, depuis l'endroit où les cheveux commencent au front jusqu'à la nuque, ceci une seule fois (f) [...]. Ensuite, il se lave les pieds (f), frottant de la main gauche et répandant l'eau puisée de la main droite ».
Un hadith souligne l'importance de l'intention : « Les actions ne valent que par les intentions". Néanmoins, les Hanafites réfutent ce besoin. Ce rite peut prendre place dans un espace individuel ou dans un espace collectif,.
Pour Chaumont, à propos des rituels, « dans leurs détails, les doctrines ici sont si divergentes qu'il ne semble pas valoir la peine d'entrer dans les détails. On peut simplement observer que les divergences sont le plus souvent engendrées par des interprétations différentes du vocabulaire des purifications ».  De même, des débats existent pour savoir quelle eau peut être utilisée ou sur la possibilité de frotter les chaussures à la place des pieds (acceptée par le sunnisme et non par le chiisme).

## Usages de ces ablutions
Pour le chaféisme, les cinq causes d'impureté mineure sont le contact avec les fluides corporels, le sommeil, la perte de raison, le contact avec une personne de l'autre sexe ou celui des organes génitaux ou de l'anus. Les hanbalites et les hanafites ont une liste différente. Au début de l'islam, d'autres causes pouvaient entrainer l'impureté comme l'ingestion d'aliments ayant été en contact direct avec le feu. Cette cause a disparu des différents rites. 
Des listes énumérant les occasions de pollution sont présentes dans les versets 4:43 et 5:6. « Ces deux longs versets ont ouvert un certain nombre de questions débattues par les exégètes et juristes non seulement à cause de leur syntaxe et de leur complexité sémantique, mais à cause de leur apparente interrelation ». Certains auteurs pensent ainsi que le second a abrogé le premier. Les Kharedjites sont les seuls à avoir une approche morale de l'impureté, qui peut être causée par des insultes ou des mauvaises pensées.
Parmi les débats autour de cette pratique, l'injonction coranique de pratiquer ces ablutions avant de prier semble littéralement en contradiction avec la compréhension générale qui est de dire que cette ablution n'est seulement obligatoire lorsque le fidèle se trouve en état d'impureté mineure. Le Coran fait du wudu une condition de validité de la prière, tandis que les musulmans l'ont seulement associé à la pureté rituelle. Ainsi, la plupart des commentateurs ont interprété le « quand vous vous disposez à la Prière », comme une référence au fait de se lever après avoir touché des femmes tandis que d'autres interprètent ce passage comme le fait de se lever du sommeil. D'autres, enfin, prennent ce commandement à la lettre en rejetant les implications juridiques. Ainsi, des traditions racontent que Mahomet pratiquait cette ablution avant chaque prière.